# 東京メガループ
東京メガループ（とうきょうメガループ）は、東日本旅客鉄道（JR東日本）が定めた、他の鉄道会社との結節点を多く持つ東京圏の環状路線群である武蔵野線・京葉線・南武線・横浜線を統括する名称である。

## 利便性向上
東京メガループの利便性向上の一環として、2010年（平成22年）12月4日のダイヤ改正では、武蔵野線の大宮駅直通列車の新設、南武線データイム（10:00 - 15:00台）の快速列車の新設（2011年（平成23年）3月より実施）を行っている。2012年（平成24年）3月17日のダイヤ改正では、武蔵野線・南武線・横浜線の混雑緩和を行っている。また同日には、武蔵野線に吉川美南駅が開業している。
また車両の置き換えも進め、京葉線にE233系を、捻出した209系500番台を武蔵野線にそれぞれ投入し、快適度を向上させている。2014年度には横浜線、南武線にE233系が導入された。